# 回澜风雨桥
回澜风雨桥，位于中华人民共和国广西壮族自治区贺州市富川瑶族自治县朝东镇中岗村与油草村之间，为第四批广西壮族自治区文物保护单位，公布时间为1994年7月8日，2013年3月5日成为第七批全国重点文物保护单位富川瑶族风雨桥群之一部，类型为古建筑。
回澜风雨桥的历史年代为明。